# 多田頼憲
多田 頼憲（ただ よりのり）は、平安時代末期の武将。散位・源行国の三男。源 頼憲とも。多田蔵人大夫を名乗る。官位は従五位下・蔵人、文章生。

## 略歴
兄・頼盛と多田荘の相続を巡って対立し、頼憲も「多田」を号した。摂関家の内部で藤原忠通・頼長兄弟の対立が起こると、頼盛が忠通に従属したのに対して、頼憲は頼長に仕えその勾当となる。久安3年（1147年）には頼長の推挙により内昇殿を許されており、仁平元年（1151年）には頼長の命により、同じく頼長の家人である源為義の摂津国の旅亭を焼却したこともあった。
保元元年の保元の乱に際しては頼長の指揮の下、崇徳上皇方として参陣し、為義や平忠正らと共にその主力を形成する。しかし上皇方が敗北すると捕虜となり、嫡男・盛綱と共に斬首された。
なお、『平治物語』には「摂津守多田頼範」なる人物が源義朝方として戦ったとあるが、この人物が頼憲の事なのかは不明である。